# ساره أبو صباح
سارة باسم نجم أبو صباح (من مواليد 27 أكتوبر 1999) هي لاعبة كرة قدم أردنية-ألمانية المولد تلعب مع نادي ميبين في الدوري الألماني. لعبت مع منتخب الأردن تحت 17 عامًا، الذي لعب في كأس العالم تحت 17 سنة 2016 والمنتخب الوطني الأردني الأول.

## حياتها المبكرة
ولدت في 27 أكتوبر 1999، في مدينة دوسلدورف بألمانيا. بعدما هاجر والدها إلى ألمانيا عام 1994، بدأت لعب كرة القدم في سن الرابعة عندما قامت والدتها بتسجيلها في نادي كرة القدم للبنين.

## مهنة الشباب
لعبت لفرق الشباب في إيسن وباير ليفركوزن في دوري الدرجة الأولى الألماني تحت 17 عامًا (الجنوب / الجنوب الغربي) في موسم 2014-15 و2015-16.

## مهنة النادي
في 20 مارس 2016، ظهرت لأول مرة مع فريق باير ليفركوزن في الدوري الألماني، لتصبح أول أردنية تلعب في دوري خارج الأردن، وأول عربية تلعب في الدوري الألماني النسائي. لعبت مباراة واحدة فقط. وفي عام 2017، لعبت مع فريق باير ليفركوزن الثاني في دوري الدرجة الثالثة دوري المنطقة الغربية.

## مهنة دولية
انضمت لأول مرة إلى المنتخب الأردني تحت 17 سنة في عام 2015. في كأس العالم تحت 17 سنة 2016 التي استضافتها الأردن، ظهرت مرة مع منتخب الأردن تحت 17 سنة في المباراة ضد إسبانيا. وسجلت الهدف الأول للمنتخب الأردني تحت 17 سنة في البطولة أمام المكسيك.
وظهرت لأول مرة مع المنتخب الأردني الأول في سبتمبر 2017 في مباراة ودية التي ضد لاتفيا في العاصمة ريغا. وكانت من بين اللاعبات اللاتي مثلن الأردن في كأس آسيا للسيدات 2018.

## الأهداف الدولية
الجدول والنتائج تسرد رصيد أهداف الأردن أولاً.
| #  | تاريخ         | مكان                              | الخصم         | الأهداف | نتيجة | مسابقة                                             |
| -- | ------------- | --------------------------------- | ------------- | ------- | ----- | -------------------------------------------------- |
| 1. | 12 أبريل 2018 | ستاد عمان الدولي ، عمان ، الأردن  | الصين         | 1 –1    | 1-8   | كأس آسيا للسيدات 2018                              |
| 2. | 5 أبريل 2023  | ملعب باختاكور ، طشقند ، أوزبكستان | تيمور الشرقية | 3 -0    | 3-1   | تصفيات آسيا المؤهلة للألعاب الأولمبية 2024 للسيدات |

## روابط خارجية
- ساره أبو صباح في موقع كرة القدم العالمية.نت